# Прохоровское (Ярославская область)
Прохоровское — деревня в Ярославском районе Ярославской области России. 
В рамках организации местного самоуправления входит в Карабихское сельское поселение; в рамках административно-территориального устройства включается в Карабихский сельский округ. 

## География
Расположена в 23 км к юго-западу от центра города Ярославль и в 9 км к югу от села Карабиха.

## История
Каменный трехглавый храм с колокольней был построен в начале XVIII века. Престолов было четыре: во имя Казанской иконы Божией Матери; во имя святителя Николая, архиепископа Мир Ликийских, чудотворца; во имя апостолов Прохора, Никанора, Тимона и Пармена; во имя Пророка, Предтечи и Крестителя Господня Иоанна.
В конце XIX — начале XX село входило в состав Шопшинской волости Ярославского уезда Ярославской губернии.
С 1929 года село входило в состав Кормилицинского сельсовета Ярославского района, с 1954 года — в составе Карабихского сельсовета, с 2005 года — в составе Карабихского сельского поселения.

## Население
| 1859 | 1914 | 2007 | 2010 |
| ---- | ---- | ---- | ---- |
| 228  | ↗360 | ↗837 | ↘492 |

## Достопримечательности
В селе расположена недействующая Церковь Казанской иконы Божией Матери (1738).

## Инфраструктура
Рядом с деревней планируется создание городского кладбища.